# Acrocercops enchlamyda
Acrocercops enchlamyda là một loài bướm đêm thuộc họ Gracillariidae. Nó được tìm thấy ở Queensland.